# Intermediär klyvning
Intermediär klyvning är ett intermediärt anlag som korsas med ett annat intermediärt anlag, vad gäller genetik. Se även intermediär nedärvning.
Ett exempel på intermediär klyvning är om man har ett locus med de två allelerna V och R och korsar en vit blomma (med genotypen VV) och en röd blomma (med genotypen RR). Deras avkommor blir då blandningar eftersom båda anlagen är intermediära, det vill säga alla blommor blir VR = rosa. 
Om man däremot korsar avkommorna (som alla har genotypen VR) med varandra blir det 25% vita blommor (VV), 50% rosa blommor (VR) och 25% röda blommor (RR), som syns i tabellen nedanför. Man får då klyvningstalet 1:2:1
| _ | R  | V  |
| - | -- | -- |
| R | RR | VR |
| V | VR | VV |